# مفارز تشيتنيك للجيش اليوغوسلافي
فصائل أو مفارز تشيتنيك للجيش اليوغوسلافي، والمعروفة باسم تشيتنيك (الصربية الكرواتية: Четници / Četnici، تلفظ [tʃɛ̂tniːtsi] ؛ (بالسلوفينية: Četniki)‏، الجيش اليوغوسلافي في الوطن وحركة غورا نارفا، كان الحركة اليوغوسلافية الملكية والحركة القومية الصربية في يوغوسلافيا المحتلة بقيادة درازا ميهايلوفيتش، حيث شاركو في هجمات المحور وفي نشاطات مقاومة هامشية لفترات محدودة.  كما شاركوا في تعاون تكتيكي أو انتقائي مع قوات الاحتلال طوال فترة الحرب تقريبًا.  لم تكن ميخائيلوفيتش تشيتنيك حركة متجانسة.  تبنت حركة تشيتنيك سياسة تعاون  فيما يتعلق بالمحور، وانخرطت في التعاون إلى درجة أو أخرى من خلال إنشاء تسوية مؤقتة أو العمل كقوات مساعدة «قانونية» تحت سيطرة المحور. على مدى فترة من الزمن، وفي أجزاء مختلفة من البلاد، جرت حركة تشيتنيك بشكل تدريجي  إلى اتفاقات تعاون: أولاً مع حكومة الإنقاذ الوطني العميلة في الأراضي التي تحتلها ألمانيا في صربيا،  ثم مع الإيطاليين في دالماتيا والجبل الأسود المحتلة، مع بعض قوات أوستاش في شمال البوسنة، وبعد الاستسلام الإيطالي، مع الألمان مباشرة. 

### حرب العصابات تشيتنيك (1903–1818)

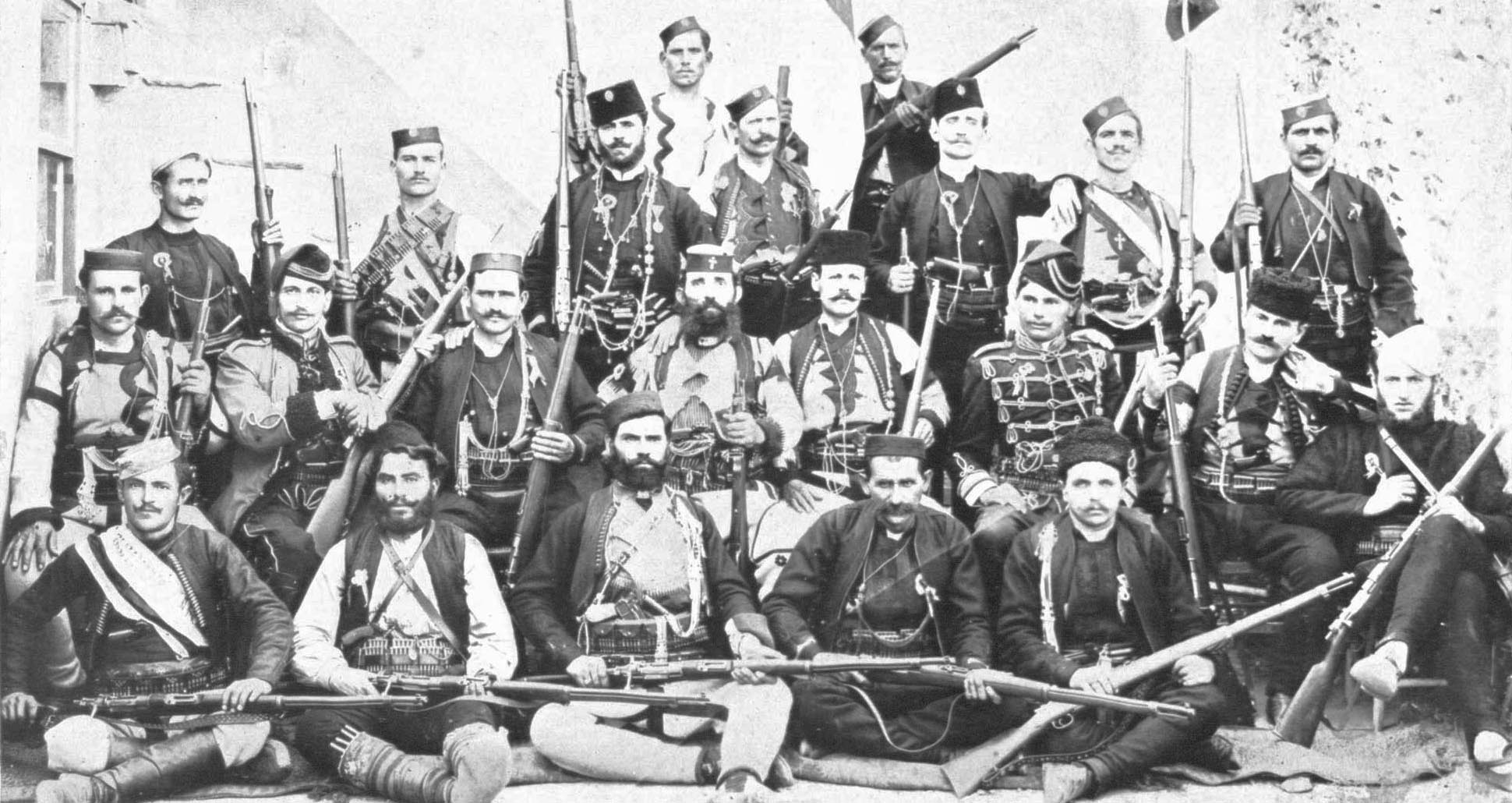
قادة تشيتنيك في مقدونيا، يوليو 1908.

## الحرب العالمية الثانية

### التكوين والأيديولوجيا

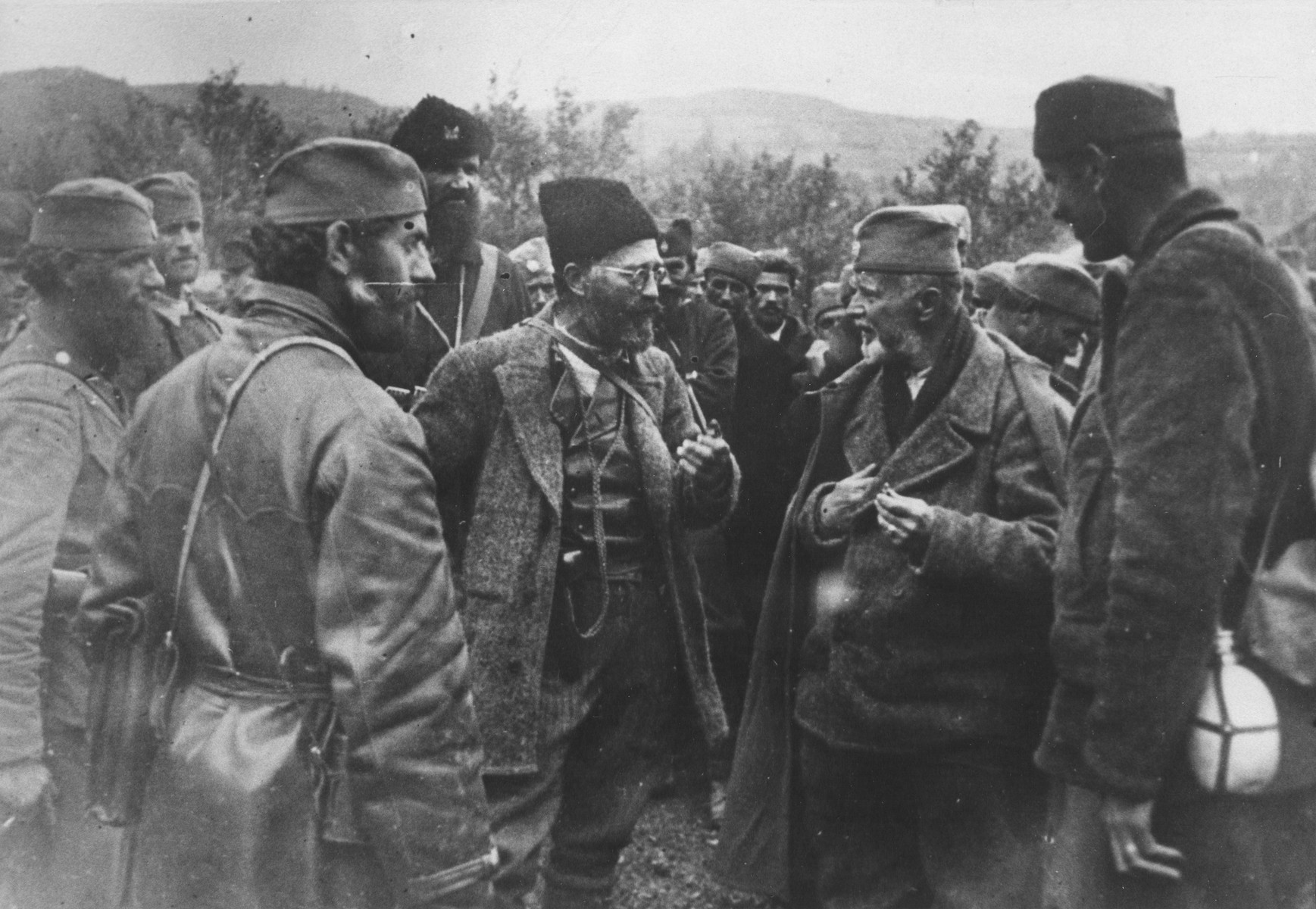
Draža Mihailovi center (في الوسط بالنظارات) يجتمع مع مستشاره السياسي Dragiša Vasić (الثاني من اليمين) وآخرون 1943.

في أبريل 1941، غزا الألمان والإيطاليون والمجريون يوغسلافيا مما أدى إلى الانهيار السريع للدولة اليوغوسلافية واستسلام الجيش اليوغوسلافي. رفضت العديد من مفارز الصرب الاستسلام وذهبت إلى التلال. في أعقاب الغزو، كان تشيتنيك أولى حركات المقاومة التي تأسست.  سرعان ما توصل زعيم ميهايلوفيتش تشيتنيك إلى ترتيب مع نظام Nedić المتعاون في إقليم القائد العسكري في صربيا.  أقام العقيد دراجا ميهايلوفيتش، الذي كان «مهتمًا بمقاومة سلطات الاحتلال»، مقره في رافنا جورا وأطلق على مجموعته «حركة رافنا غورا» لتمييزها عن يهايلوفيتش تشيتنيك وغيرهم ممن يطلقون على أنفسهم تشيتنيك الذين تشاركو بالتعاون مع الألمان.  ولكن مع تصرف مجموعات تشيتنيك الأخرى كملحق للاحتلال، أصبحت كلمة «تشيتنيك» مرتبطة مرة أخرى بقوة ميهايلوفيتش. [بحاجة لمصدر]

## اقتباسات
1. 1 2 3 4  Milazzo 1975.
2. ↑  Ramet 2006.
3. ↑  Ramet 2006, Tomasevich 1975, Macdonald 2002, Pavlowitch 2007
4. ↑  
Hehn 1971
Pavlowitch 2002.
5. ↑  Tomasevich 1975.
6. ↑  Trbovich 2008.
7. 1 2  Roberts 1987.